# I Koncert fletowy (KV 313)
I Koncert fletowy G-dur (KV 313) – koncert na flet i orkiestrę, skomponowany przez Wolfganga Amadeusa Mozarta w 1778. Pierwsze dzieło Mozarta w tym gatunku.

## CzęściKoncertu
1. Allegro maestoso
2. Adagio ma non troppo
3. Rondo: Tempo di Menuetto